# Drwinia (gmina)
Drwinia est une gmina rurale du powiat de Bochnia, Petite-Pologne, dans le sud de la Pologne. Son siège est le village de Drwinia, qui se situe environ 13 km au nord de Bochnia et 37 km à l'est de la capitale régionale Cracovie.
La gmina couvre une superficie de 108,81 km2 pour une population de 6 311 habitants.

## Géographie
La gmina inclut les villages de Bieńkowice, Drwinia, Dziewin, Gawłówek, Ispina, Mikluszowice, Niedary, Świniary, Trawniki, Wola Drwińska, Wyżyce et Zielona.
La gmina borde les gminy de Bochnia, Igołomia-Wawrzeńczyce, Kłaj, Koszyce, Niepołomice, Nowe Brzesko et Szczurowa.